# 千代桜右京
千代桜 右京（ちよざくら うきょう、1987年9月17日 - ）は、東京都世田谷区出身で、九重部屋に所属していた元大相撲力士。本名は立野 卓（たての まさる）。身長185cm、体重147kg、血液型はB型。
得意手は左四つ、寄り。最高位は東十両11枚目（2011年9月場所）。
前相撲から所要8場所で十両へ昇進するスピード出世から将来を嘱望されたが、頸椎に致命的な負傷を抱えたことで2年半の短い現役生活を終えた。

## 人物
立川第四小学校、立川第一中学校を経て明徳義塾高校に進学、2005年の世界ジュニア相撲選手権大会無差別級で優勝、高校卒業後は日本体育大学体育学部武道学科に進学し、主将を務め大学日本一に導いた。子供の頃から憧れていたという元横綱・千代の富士の九重部屋に大学卒業と時期を同じくして入門し、2010年3月場所で初土俵を踏んだ。当時幕下の下位と三段目を往復していた兄弟子の千代の国・千代嵐は千代桜の入門に発奮したとされ、事実、両力士は千代桜の入門以降、好成績を続けて翌2011年に関取昇進を果たした。千代桜本人も序ノ口、序二段、三段目をそれぞれ1場所で通過し、序二段と三段目では全勝優勝をした。幕下4場所目の2011年7月場所において西幕下2枚目で5勝2敗と勝ち越し、翌9月場所で千代嵐と共に新十両となった。
ところが、幕下時代に逆転で星を拾う勝ち方が多かったこともあり、十両では思うように星が伸びず、9月場所では6勝9敗と3点の負け越し。11月場所は場所中に頸髄を損傷し、9日目に不戦敗。翌10日目（11月22日）から休場した。
その後も休場が続いていたが、2012年5月場所後の5月30日に引退届を提出、受理された。師匠によれば「日常生活には支障がないくらいに回復したが、本人が土俵への復帰に不安を持ったため」による引退であるという。なお、2012年7月場所の番付編成会議が行われた後の引退届提出であったため、7月場所の番付には名前が残された。
上述の通り初土俵から新十両が早く、関取在位中に頭髪が大銀杏を結える長さに到達しておらず、関取経験者ながら本場所の土俵で大銀杏を結うことなく引退した。同様の形で大銀杏を結わずに引退したケースは大倭以来であった。加えて前相撲を経験し十両に昇進した大卒力士であることを考えれば、極めて異例と言える土俵生活であった。

## 主な成績
- 通算成績：47勝27敗26休  勝率.635
- 十両成績：8勝17敗5休  勝率.320
- 現役在位：13場所
- 十両在位：2場所
- 各段優勝
  - 三段目優勝：1回（2010年9月場所）
  - 序二段優勝：1回（2010年7月場所）

### 場所別成績
| | 一月場所 初場所（東京） | 三月場所 春場所（大阪） | 五月場所 夏場所（東京）   | 七月場所 名古屋場所（愛知） | 九月場所 秋場所（東京） | 十一月場所 九州場所（福岡） |
| --- | ----------------------- | ----------------------- | ------------------------- | --------------------------- | ----------------------- | --------------------------- |
| 2010年 （平成22年） | x                       | （前相撲）              | 東序ノ口13枚目 6–1        | 東序二段51枚目 優勝 7–0     | 東三段目51枚目 優勝 7–0 | 西幕下34枚目 3–4            |
| 2011年 （平成23年） | 西幕下35枚目 5–2        | 八百長問題 により中止   | 東幕下24枚目 6–1          | 西幕下2枚目 5–2             | 東十両11枚目 6–9        | 西十両14枚目 2–8–5          |
| 2012年 （平成24年） | 東幕下10枚目 休場 0–0–7 | 西幕下50枚目 休場 0–0–7 | 東三段目31枚目 休場 0–0–7 | 西三段目90枚目 引退 –       | x                       | x                           |
| 各欄の数字は、「勝ち-負け-休場」を示す。 優勝 引退 休場 十両 幕下 三賞：敢=敢闘賞、殊=殊勲賞、技=技能賞 その他：★=金星 番付階級：幕内 - 十両 - 幕下 - 三段目 - 序二段 - 序ノ口 幕内序列：横綱 - 大関 - 関脇 - 小結 - 前頭（「#数字」は各位内の序列） |                         |                         |                           |                             |                         |                             |

## 改名歴
- 立野 卓（たての まさる）2010年3月場所 - 2010年7月場所
- 千代桜 右京（ちよざくら うきょう）2010年9月場所 - 2012年7月場所